# Felix Leiter
Felix Leiter er en fiktiv person i roman- og film-serien James Bond. Felix Leiter er agent for CIA og arbejder ofte sammen med James Bond. Han kalder sig selv for: "en bror fra Langley."
Rollen som Felix Leiter har været spillet af:
- Jack Lord (Dr. No – 1962)
- Cec Linder (Goldfinger – 1964)
- Rik Van Nutter (Thunderball – 1965)
- Norman Burton (Diamonds Are Forever – 1971)
- David Hedison (Live and Let Die og Licence to Kill – 1973 og 1989)
- John Terry (The Living Daylights – 1987)
- Jeffrey Wright (Casino Royale, Quantum of Solace og No Time to Die – 2006, 2008 og 2021)